# شون كامينز
شون كامينز (بالإنجليزية: Seán Cummins)‏ هو لاعب قذف أيرلندي، ولد في 1985 في Inistioge ‏ في جمهورية أيرلندا.